# La Gusana Ciega
La Gusana Ciega es un grupo de rock alternativo mexicano formado por Daniel Gutiérrez (voz y guitarra), Germán Arroyo (batería) y Luis Ernesto Martínez "Lu" (bajo).

## Historia
El origen de la banda se remonta a finales de los 80 con el trío original conformado por Daniel Gutiérrez en la voz y guitarra, Manuel Leyva en el bajo y Edwin Sours en la batería (siendo este último reemplazado por Germán Arroyo tras un par de años). El grupo empezó a obtener un lugar reconocido en la escena musical underground de la Ciudad de México después de varios años de tocar en bares y antros de la urbe. Logran entrar al estudio por primera vez en 1996 para grabar su álbum debut Merlina, el cual logra una buena aceptación del público. Para el año siguiente reclutan a un segundo guitarrista, Jorge Vilchis (exintegrante de Guillotina) con quien logran obtener un sonido propio más característico que se refleja en su segundo trabajo de estudio Superbee, editado en ese mismo año. Para 1998 se encontraban en camino a consolidarse como uno de los estandartes del rock independiente en México y fueron teloneros de Oasis en sus presentaciones en el Distrito Federal. En 1999 viajan a Nueva York, Estados Unidos para grabar lo que sería su tercera producción Correspondencia Interna.
En el año 2000 recorren bastantes lugares de la República y EE. UU. Forman parte del tour Revolucion 2000 junto con Jaguares y otros artistas de Rock en Español. Ernesto Lechner escribió en el Los Angeles Times: "Un cuarteto que coquetea con los paisajes sonoros difusos del rock alternativo, La Gusana Ciega basa gran parte de su atractivo en la personalidad carismática del cantante principal Daniel Gutiérrez.". Después del tour deciden editar un álbum que reflejara la genialidad de lo que mejor saben hacer: tocar en vivo. Es así que sale a la venta el disco homónimo La Gusana Ciega. El siguiente año deciden probar suerte grabando canciones en inglés incluidas en el EP Edición Limitada (siendo una de ellas Sunday Fever, editada en la versión hispanoamericana de la banda sonora de American Pie). Pese al buen nivel de popularidad con el que la banda ya contaba, deciden separarse repentinamente en mayo del 2002.
Durante los tres años subsiguientes, los diferentes integrantes (a excepción de Manuel) se dedican a seguir trabajando en otros proyectos musicales; Daniel en Cosmonova, Germán y Jorge en Pardo VanDaik. A principios del año 2005 se anuncia el regreso a los escenarios de la banda (con Lu, bajista de Cosmonova, tomando el lugar de Manuel) siendo editada algunos meses después una recopilación de éxitos acompañada de un DVD con todos los videos de la banda en Super Especial. Después de algunos meses de seguir tocando juntos regresan también al estudio de grabación a principios de 2006 para trabajar en La Rueda del Diablo, su cuarto LP. En el año 2008 lanzan Jaibol un disco con covers y una canción nueva. En 2011 lanzan el álbum Conejo en el Sombrero  en versión digital, CD y vinilo, siendo la canción «Ella estrella» el sencillo más exitoso del disco.
El 2 de febrero de 2014 La Gusana Ciega viajó a Canadá donde entraron al estudio de grabación, esta vez bajo la dirección del productor Howard Redekopp; a diferencia de sus dos últimas producciones donde ellos mismos habían realizado la producción de los discos, la grabación se realizó en 31 días, narrados en el blog de Daniel Gutiérrez. El disco, titulado Monarca, fue puesto en preventa en la tienda de iTunes el 18 de julio de 2014 y la fecha de lanzamiento fue el 22 de julio. El disco sería nominado más tarde a los Premios Grammy Latinos de ese año, en la categoría Mejor Disco de Rock.
En 2016, celebrando los 20 años del lanzamiento de Merlin, lanzan una edición especial que incluye demos de la banda. Actualmente solo se encuentra disponible en servicios de streaming.
Entre 2017 y 2018, el grupo lanza el álbum Borregos en la niebla, dividido en dos entregas. Este trabajo musical evoca las influencias musicales de la banda provenientes de los años 70 y 80.
En 2020, el grupo lanza el EP en vivo 360, en el cual participa la cantante Madame Recamier como invitada especial.

## Miembros
- Daniel Gutiérrez - Voz y guitarra (1993-presente)
- Germán Arroyo - Batería (1994-presente)
- Luis "Lú" Ernesto Martínez - Bajo y coros (2002-presente)
- Roger Dávila Ávila  - Guitarra (2015-presente)
- Luis Yáñez  - Guitarra y teclado (2013-presente)

### Miembros anteriores
- Jorge Vilchis  - Guitarra (1996-2015)
- Manuel Leyva - Bajo (1993-2002)
- Edwin Sours - Batería (1993-1994)

## Discografía

### Álbumes de estudio
- Merlina (1996)
- Superbee (1997)
- Correspondencia Interna (1999)
- La Rueda del Diablo (2006)
- Jaibol (2008)
- Conejo en el Sombrero (2011)
- Monarca (2014)
- Borregos En La Niebla (2017)
- 1021 (2022)

### Sencillos y EPs
- Edición Limitada (2001)
- Live DF (2007)

### Álbumes en vivo
- Lagusanaciega (2000)
- De Merlina a Conejo en el Sombrero, Auditorio Nacional (2013).
- 360 (2020)

### Álbumes recopilatorios
- Super Especial (2005)

## Videografía
- Las Manos de María la Loca[2]
- Risas de Colores[2]
- Canción a Merlina
- Celofán
- No Me Tientes
- Invasión Estelar
- No Puedo Verte
- Sin Ti
- 727
- Tornasol[3]
- Giroscopio
- Venus en la Arena (En vivo)[4]
- Me Puedes
- Ángeles Educados
- La Cura
- Te Acordarás de Mi
- Aire
- Hey!
- 24 de Diciembre
- Conejo en el Sombrero
- Ella Estrella
- Tiempos Para Amar
- No Te Puedo Olvidar (Lyric Fans)
- Más Grandes
- Tu Volverás
- Califórnica
- 1987
- Borregos En La Niebla I  (feat. Dr. Sheka)
- Amantes Modernos (feat. Sandra Corcuera)
- Rock And Roll
- Pasiflorine  (feat. Madame Recámier)